# Conseil municipal (France)
Pour les articles homonymes, voir Conseil municipal.
En France, le conseil municipal est l'assemblée délibérante élue de la commune chargée de « régler, par ses délibérations, les affaires de la commune ».
Le conseil municipal doit se réunir au moins une fois par trimestre, ou sur demande motivée d'au moins le tiers de ses membres, mais se réunit le plus souvent une fois par mois.
Le conseil municipal gère la plus petite collectivité territoriale française disposant d'une autonomie juridique et financière : la commune.

## Composition
Le nombre de sièges à pourvoir au conseil municipal est fonction du nombre d'habitants. Ce nombre est fixé par la loi, de 7 sièges pour les communes de moins de 100 habitants à 69 sièges pour celles de plus de 300 000 habitants.
Le décret du 27 janvier 1977 déterminait ce nombre en fonction des tranches de population de la commune, de 9 membres pour les plus petites communes jusqu'à 49 pour les villes de plus de 300 000 habitants.
La loi de novembre 1982, qui s'inscrit dans un train de réformes s'étant conclu par la loi PLM sur les cas spécifiques des trois plus grandes villes de France, a modifié la composition des conseils municipaux, en conservant les mêmes tranches de population, de 9 membres jusqu'à 49.
Enfin, la loi du 17 mai 2013 a depuis abaissé de 9 à 7 le nombre de conseillers municipaux des plus petites communes comprenant moins de 100 habitants, :
| Nombre d'habitants    | < 100    | < 500    | < 1 500  | < 2 500   | < 3 500   | < 5 000   | < 10 000  | < 20 000  | < 30 000  | < 40 000 |
| --------------------- | -------- | -------- | -------- | --------- | --------- | --------- | --------- | --------- | --------- | -------- |
| Nombre de conseillers | 7        | 11       | 15       | 19        | 23        | 27        | 29        | 33        | 35        | 39       |
| Nombre d'habitants    | < 50 000 | < 60 000 | < 80 000 | < 100 000 | < 150 000 | < 200 000 | < 250 000 | < 300 000 | ≥ 300 000 |          |
| Nombre de conseillers | 43       | 45       | 49       | 53        | 55        | 59        | 61        | 65        | 69        |          |

À Paris, Lyon et Marseille, le nombre de conseillers municipaux, qu'il ne faut pas confondre avec les conseillers d'arrondissement ou de secteur plus nombreux mais aux pouvoirs limités, est déterminé par la Loi PLM :
| Ville                            | Lyon                      | Marseille                  | Paris                    |
| -------------------------------- | ------------------------- | -------------------------- | ------------------------ |
| Nombre de conseillers municipaux | 73 conseillers municipaux | 101 conseillers municipaux | 163 conseillers de Paris |

Les conseillers municipaux sont élus au suffrage universel direct pour un mandat de six ans, renouvelable. Le scrutin a lieu en suivant les procédures électorales françaises.

## Élection
De 1831 à 1837, une série de lois vient préciser la composition et la compétence des conseils municipaux, qui reçoivent une personnalité juridique, mais qui sont recrutés par des élections de types censitaires et oligarchiques. L'élection des maires dans les petites communes fut introduit après la révolution de 1848 et la proclamation de la république. Rapidement cependant, la république prend un tournant conservateur et revient à un régime centralisateur quasi absolu : maires et adjoints restent nommés par les autorités supérieures. La loi du 5 avril 1884 fixe l'élection des membres du conseil municipal au suffrage universel direct et l'élection du maire par le conseil municipal.
Le système électoral diffère selon la taille de la commune. Le mandat des élus municipaux est de 6 ans, renouvelable indéfiniment.
Jusqu'en 2013, on distinguait entre les communes de moins de 3 500 habitants et celles d'une taille supérieure, les premières élisant leurs conseillers municipaux au scrutin majoritaire plurinominal à deux tours, les secondes au scrutin proportionnel plurinominal à deux tours.
Dans les communes de moins de 3 500 habitants, leurs conseillers municipaux étaient élus au scrutin majoritaire à deux tours, et, dans les communes de moins de 2 500 habitants, il n'était pas obligatoire de se déclarer candidat pour pouvoir être élu.
Depuis les élections municipales de 2014, le seuil de 3 500 habitants a été réduit à 1 000 habitants, afin de faciliter la parité entre hommes et femmes aux fonctions électives : désormais, on ne vote au scrutin majoritaire que dans les communes dont la population est inférieure à 1 000 habitants. Au-dessus, ce sera au régime du scrutin proportionnel. De plus, on ne peut voter que pour des candidats ayant fait enregistrer leur candidature en préfecture ou sous-préfecture, quelle que soit la taille de la commune.

### Communes de moins de1 000 habitants
L'élection des conseillers municipaux se déroule au scrutin majoritaire plurinominal à deux tours, avec panachage :
- au premier tour, des candidats sont élus s'ils ont obtenu la majorité absolue des suffrages exprimés et le vote d'au moins le quart des électeurs inscrits ;
- au second tour, la majorité relative suffit. Si plusieurs candidats obtiennent le même nombre de suffrages, l'élection est acquise au plus âgé lorsque tous ne peuvent être élus compte tenu du nombre de sièges à pourvoir[14].

Une déclaration de candidature en préfecture ou sous-préfecture est obligatoire. Les candidatures isolées et les listes incomplètes sont autorisées, mais on ne peut plus être élu si l'on n'a pas préalablement fait acte de candidature.
Les suffrages sont comptabilisés individuellement, et le panachage est autorisé : les électeurs ont le droit de modifier le bulletin de vote pour y mentionner des candidats issus de listes différentes.

### Communes de1 000 habitantsou plus
Les membres du conseil municipal sont élus au scrutin proportionnel de liste à deux tours, avec prime accordée à la liste arrivée en tête. La liste victorieuse (majorité absolue au premier tour, majorité relative au second) se voit en premier lieu attribuer la moitié des sièges à pourvoir. L'autre moitié est répartie à la proportionnelle à la plus forte moyenne entre l'ensemble des listes ayant obtenu un minimum de 5 % des suffrages exprimés (au premier ou au second tour, suivant le cas).
Les listes sont bloquées. Aucune rature n'est admise sur le bulletin de vote. Chaque liste doit comporter autant de noms que de sièges à pourvoir.
Un conseil municipal peut être composé de représentants d'une seule liste :
- si seule une liste s'est présentée au premier ou au second tour ;
- si, malgré la présence de plusieurs listes, une seule a dépassé le seuil des 5 % exigé pour participer à la répartition des sièges ;
- si, entre les deux tours, toutes les listes ont fusionné en une seule.

### Cas particuliers de Paris, Lyon et Marseille
Les trois plus grandes villes de France — Paris, Marseille et Lyon — sont divisées en plusieurs secteurs électoraux, correspondant à un arrondissement municipal, pour Paris (sauf les quatre arrondissement centraux, formant un unique secteur) et Lyon, ou regroupant deux arrondissements dans un même secteur, pour Marseille.
Chacun de ces secteurs élit, suivant le mode de scrutin des villes de plus de 1 000 habitants, des conseillers municipaux, qui siègent au conseil municipal de la commune. Les sièges de conseillers d'arrondissement sont ensuite répartis, selon les mêmes règles, entre les membres de la liste non désignés au conseil municipal. L'ensemble des conseillers élus dans chaque secteur électoral forme le conseil municipal de l'arrondissement.
La commune de Paris constitue, depuis 1964, un cas unique, étant à la fois commune et département, elle n'est représentée que par une seule assemblée délibérative, nommée conseil de Paris, qui exerce à la fois le rôle de conseil municipal et de conseil général. Le maire de Paris exerce également les fonctions de président du conseil général du département de Paris.

## Pouvoirs
Le conseil municipal, présidé par le maire, dispose collectivement du pouvoir délibérant sur le territoire de la commune.
Le maire, chargé notamment de préparer et d'exécuter les décisions du conseil municipal, est élu par le conseil, au scrutin majoritaire uninominal. Depuis les élections municipales de 2008, l'élection des maires-adjoints dans les communes de plus de 3 500 habitants s’effectue au « scrutin de liste à la majorité absolue, sans panachage ni vote préférentiel ». Sur chacune des listes de candidats à ces fonctions, « l'écart entre le nombre des candidats de chaque sexe ne peut être supérieur à un », afin d'assurer la représentation équilibrée des deux sexes.
Le conseil a une compétence générale d'attribution pour gérer les affaires de la commune, par ses délibérations, c'est-à-dire qu'il est compétent pour prendre toutes les décisions concernant la gestion communale, sauf lorsqu'un texte en charge spécifiquement le maire ou une autre autorité administrative.
Il décide par ses délibérations de l'usage des biens de la commune.
Il vote notamment le budget communal, préparé par le maire et ses adjoints, ainsi que les taux d'imposition locale, crée et supprime les emplois des agents communaux, autorise les acquisitions et les cessions des biens communaux, approuve les emprunts de la commune et accorde les subventions et fixe les tarifs des services communaux et du stationnement sur la voie publique.
Le conseil adopte le plan local d'urbanisme et détermine l'implantation des écoles primaires et maternelles publiques.
La commune est propriétaire d'un domaine public (écoles, routes communales, jardins, etc.) et le cas échéant d'un domaine privé. Le domaine public est protégé par des règles d'inaliénabilité et son régime prévoit des sanctions destinées à le protéger,.

## Fonctionnement
Le conseil municipal est tenu de se réunir au moins une fois par trimestre. Dans la pratique, il se réunit généralement une fois par mois.
Le conseil municipal fixe son règlement intérieur dans le respect de la loi. Le maire réunit le conseil municipal à chaque fois qu’il le considère nécessaire et aussi pour s'appuyer sur la légitimité démocratique de cette assemblée élue au suffrage universel direct[évasif].
Les membres du conseil sont convoqués selon des règles relativement contraignantes[évasif], en effet, le code général des collectivités territoriales impose des délais minimum pour convoquer suffisamment à l'avance les membres du conseil[réf. souhaitée], de manière qu'ils puissent préparer la réunion du conseil municipal[réf. nécessaire]. Au regard de cette convocation, les membres du conseil peuvent, s'ils jugent manquer d'information, demander la communication de documents supplémentaires[réf. souhaitée]. Cette pratique est souvent cause d'annulation de délibération du conseil municipal[réf. nécessaire].
Des règles de quorum sont également à respecter : il faut qu'un nombre minimum d'élus soient présents pour qu’une délibération soit valable. Dans le cas où le quorum n'est pas obtenu, le maire doit reporter la délibération et convoquer un nouveau conseil, pour lequel aucun quorum ne sera requis afin de ne pas bloquer le fonctionnement de l’institution.
La réunion du conseil municipal est ouverte au public sauf si l’assemblée décide le huis clos ou si le maire exerce son pouvoir de « police des séances », notamment en cas d’agitation, et restreint l’accès du public aux débats.
N’importe quel citoyen peut contester et attaquer les délibérations du conseil. En cas de dysfonctionnement grave, le conseil peut être dissout par décret en conseil des ministres.

## Maire
Le conseil municipal de chaque commune élit en son sein le maire de la commune. Le maire préside le conseil municipal, dont il organise les travaux et exécute les délibérations.
Il dispose également d'importants pouvoirs et de responsabilités propres, telle que la responsabilité des activités de la police municipale, ou la responsabilité de la gestion du personnel communal.

## Conseil municipal d'enfants (CME), de jeunes (CMJ) et de seniors (CMS)
Il existe dans certaines communes des conseils d'enfants et/ou de jeunes aux appellations multiples (conseils municipaux de jeunes, conseils communaux de jeunes, conseils locaux de jeunes, forum de la jeunesse, etc.).
Les premiers conseils municipaux de jeunes en France ont vu le jour entre 1963 et 1967 (notamment à Sedan et dans une vingtaine d'autres villes moyennes). Ces expériences n'ont pas connu la même longévité ni la même médiatisation que le conseil municipal des enfants de Schiltigheim (Bas-Rhin), en 1979, souvent présenté comme la première expérience française. D'autres conseils ont vu le jour dans les années 1980, mais surtout depuis 1990 et au début des années 2000.
Ces organes informels sont créés par des délibérations adoptées en conseils municipaux. Leur mode de fonctionnement est très variable selon la commune, la tranche d'âge (de 9 à 25 ans) et le mode d'entrée (élections en mairie, dans les écoles, désignation au sein d'associations représentatives, volontariat, système mixte, etc.).
Ces espaces sont consultatifs (ses délibérations n'ont pas force réglementaire si elles ne sont pas approuvées par délibération du conseil municipal élu ou du maire) mais permettent aussi à des jeunes d'agir sur leur territoire et de mener des actions. Formellement, ils sont souvent présidés ou assistés par un conseiller municipal élu.
Chaque collectivité qui souhaite se doter d'un conseil d'enfants et/ou de jeunes en détermine librement les règles de constitution et de fonctionnement, dans le respect des principes fondamentaux de la République, tels que le principe de non-discrimination. Généralement ils se réunissent en commission ou groupe projets 1 ou 2 fois par mois et en séance plénière 2 ou 3 fois dans l'année. La durée moyenne du mandat est d'environ 2 ans.
D'après l'Association nationale des conseils d’enfants et de jeunes (ANACEJ) qui regroupe des communes ayant créé l'un de ces conseils, il en existerait actuellement 2 000 sur l'ensemble du territoire national[Quand ?].
Certaines communes ont mis en place des conseils de seniors, fonctionnant selon des règles proches des conseils de jeunes : c'est le cas d'Antony.